# Ambājogāi
Ambājogāi är en ort i Indien.   Den ligger i distriktet Bid och delstaten Maharashtra, i den centrala delen av landet, 1 100 km söder om huvudstaden New Delhi. Ambājogāi ligger 633 meter över havet och antalet invånare är 74 114.
Terrängen runt Ambājogāi är platt. Runt Ambājogāi är det tätbefolkat, med 276 invånare per kvadratkilometer. Ambājogāi är det största samhället i trakten. Trakten runt Ambājogāi består till största delen av jordbruksmark.